# Carl Müller (Landrat)
Carl Alexander Gregor Müller (* 18. Februar 1887 in Breslau; † 18. Juli 1961 in Koblenz) war ein deutscher Jurist und Landrat im Kreis Cochem sowie Regierungsdirektor in Koblenz und Regierungsvizepräsident in Trier.

## Leben
Carl war der Sohn des Regierungsrats Carl Müller und dessen Ehefrau Anna geb. Tangel. Nach Beendigung seines Schulbesuchs und der erfolgreichen Ablegung seiner Reifeprüfung am Gymnasium in Limburg im Jahre 1906 studierte er zunächst in Freiburg, dann in Breslau und zuletzt in Marburg. Hier legte er am 10. Juni 1909 seine 1. juristische Staatsprüfung ab, dieser folgte im August 1910 die Promotion und im Anschluss daran legte er am 15. Januar 1914 die Große Staatsprüfung ab. Erste berufliche Tätigkeiten waren zunächst als Gerichtsassessor beim Oberlandesgericht Frankfurt am Main, dem eine Anstellung als Intendantur-Sekretär bei der Intendantur und Stadtverwaltung sowie der Regierung in Koblenz folgte. Am 3. Mai 1915 heiratete Carl Alexander „Gregor“ Müller (laut Heiratsurkunde) Maria Catarina geb. Flügel (* 1893) in Limburg an der Lahn. Im Jahre 1919 arbeitete er erst als Regierungsassessor und ab Januar 1921 übergangsweise mehrere Monate als Hilfsarbeiter bei der Reichsregierung und Staatskommission für die besetzten Gebiete im Deutschen Reich (Ruhrbesetzung). Zu Beginn des Juli 1921 übernahm er dann die stellvertretende Leitung des Landratsamtes in Cochem, bevor er am 1. Januar 1922 seine Ernennung zum Regierungsrat erhielt. Am 10. April 1922 wurde er zunächst kommissarischer Landrat im Landkreis Cochem, die aber schon drei Wochen später in eine permanente Bestellung umgewandelt wurde.
Am 19. März 1923 wurde Müller von den Besatzungsbehörden erst seines Amtes enthoben, dann am 12. April 1923 abgesetzt und schließlich am 18. September 1923 verhaftet. Als man in wieder auf freien Fuß gesetzt hatte, übernahm er kurzfristig die Vertretung im Oberamt der Hauptstadt der Hohenzollernschen Lande Sigmaringen, bevor er wieder als Landrat im Landkreis Cochem eingesetzt wurde, wo man ihn allerdings am 28. August 1935 einstweilig in den Ruhestand versetzte. Ab dem 10. Oktober 1935 ist er dann bei der Düsseldorfer Regierung tätig, wo er sich allerdings am 30. April 1938 – auf eigenen Wunsch hin – erneut in den Ruhestand versetzten ließ. Im Zeitraum von 1939 bis 1945 war er privatwirtschaftlich bei der Allgäuer Alpenmilch AG (Bärenmarke) in München als Syndikus beschäftigt, bevor man ihn als Regierungsdirektor nach Koblenz berief. Von dort wechselte er am 18. März 1946 zuletzt noch einmal nach Trier, um dort die Stelle des Regierungsvizepräsidenten anzunehmen. Von 1956 bis zu seinem Tode im Jahre 1961 war er zudem noch als Landesvorsitzender des Deutschen Roten Kreuzes in Rheinland-Pfalz aktiv.